# James Chalmers (Missionar)

James Chalmers auf dem Titelblatt einer Publikation von 1903.

James Chalmers (* 4. August 1841 in Ardrishaig, Argyleshire, Schottland; † 8. April 1901) war ein schottischer christlicher Missionar der London Missionary Society in Rarotonga und Neuguinea.
Er diente zehn Jahre in Rarotonga auf den Cook-Inseln, später hielt er sich 23 Jahre in Neuguinea auf und galt als einer der besten Kenner der Region. Er wurde 1901 mit seinem Begleiter Oliver Tomkins auf Goaribari Island erschlagen und verspeist. Vierundzwanzig Goaribari wurden im Gegenzug von Sir George Le Hunte getötet. Aufgrund seines bewegenden Märtyrer-Schicksals gibt es reichlich Biographien.

## Werke
- James Chalmers, W. Wyatt Gill: Work and Adventure in New Guinea 1877 to 1885. St Paul’s Churchyard The Religious Tract Society. London 1885
- James Chalmers und W. Wyatt Gill: Neuguinea : Reisen und Missionsthätigkeit während der Jahre 1877 bis 1885. [Übers.: Richard Lesser] Leipzig : Brockhaus, 1886
- Adventures in New Guinea. 1886
- Pioneering in New Guinea. London 1887
- Pioneer Life and Work in New Guinea 1877–1894. 1895.

## Biographische Literatur
- Richard Lovett: James Chalmers, His Auto-Biography and Letters. Religious Tract Society 1902 (Digitalisat)
- William Robson: James Chalmers. Missionary and Explorer of Rarotonga and New Guinea. London, S:W. Partridge & Co., 1903
- Cuthbert Lennox: James Chalmers of New Guinea: Missionary, Pioneer, Martyr. Melrose, 1902
- Luise Oehler: Tamate. Aus dem Leben des Bahnbrechers und Märtyrers der Neuguinea-Mission James Chalmers. Calw und Stuttgart, Verlag der Vereinsbuchhandlung., 1904 (Calwer Familienbibliothek 61. Band)
- Diane Langmore: Tamate-- A King; James Chalmers New Guinea 1877–1901. Carlton, Victoria Melbourne University Press 1974, ISBN 0-522-84079-5
- P. M. Stevenson: James Chalmers. Grand Rapids, MI: Zondervan Publishing House, 1953
- Brenda Hughes: King among the Cannibals – The Story of James Chalmers. London Lutterworth Press 1959